# مارسی واکر
 مارسی واکر (انگلیسی: Marcy Walker؛ زادهٔ ۲۶ نوامبر ۱۹۶۱) یک هنرپیشه اهل ایالات متحده آمریکا است.